# Partidul România Mare
Partidul România Mare (PRM), în trecut și Partidul Popular România Mare - PPRM) este un partid politic din România, adesea considerat de extremă-dreaptă. A fost membru al fostului grup europarlamentar Identitate, Tradiție, Suveranitate. Fondatorul partidului a fost Corneliu Vadim Tudor.
Oficioasele partidului sunt săptămânalul Revista România Mare și ziarul Tricolorul.
Alianța politică Blocul Identității Naționale în Europa (BINE), formată din Partidul România Unită (PRU), Partidul România Mare (PRM) și Noua Dreaptă (ND) a fost anunțată în 2017.

## Orientare politică
Partidul România Mare se declară a fi de centru-stânga, de orientare națională și afirmă că militează pentru înfăptuirea pe cale pașnică a României Mari, în hotarele ei istorice.
În comunitatea științifică internațională, Partidul România Mare este considerat a fi extremist și rasist. Pe plan național și internațional, PRM este văzut ca grupare extremistă. În 2004, Blocul Național Sindical a încercat o asociere cu PRM, tentativă denunțată de ambasada Statelor Unite ale Americii, care anterior acceptase BNS ca partener de dialog.
În anul 2004, PRM a depus o cerere pentru a deveni membru al Partidului Popular European, care i-a fost însă respinsă. Membrii partidului declară că reprezintă „adevărata opoziție”, considerându-se într-o „luptă continuă cu mafia și cu corupția”, termeni folosiți într-un sens foarte larg și vag. Partidul a mai afirmat și faptul că, în plus, este singurul partid major care nu s-a aflat la guvernare deloc până în 2004. Această afirmație este falsă, întrucât partidul a avut atât secretari de stat cât și prefecți în guvernul Nicolae Văcăroiu în alianța guvernamentală care a fost numită Patrulaterul roșu.
PRM a fost acuzat de ceilalți membri ai scenei politice românești de lansări de zvonuri, acuzații și calomnii nedovedite, fie prin intermediul liderului, fie prin intermediul organului său de presă. Astfel, de-a lungul anilor, PRM este creditat cu acuze și afirmații de genul: „Vom împușca pe hoți cu mitraliere pe stadioane”, „Bombonel (o poreclă dată politicianului Adrian Năstase) este homosexual”, „Guvernul României este comandat de jidanul-ungur George Soros din SUA” (sursa, Revista România Mare, diverse ediții, 2003). De asemenea, PRM a negat existența holocaustului în România până la începutul anului 2004. ONG-uri precum Asociația Pro Democrația au criticat atitudinea PRM în nenumărate rânduri.
PRM promovează ideea unei „Românii Mari” care să reunească toate teritoriile populate de Români, în țările vecine (Ucraina și Moldova). El solicită în special anexarea Moldovei.

## Istorie
În vara anului 1990, Corneliu Vadim Tudor, împreună cu scriitorul Eugen Barbu, au editat primul număr al revistei „România Mare”. Având la bază ideea de unitate a tuturor provinciilor românești. Această revistă, la numai un an de la apariția sa, a dus la fondarea Partidului România Mare de către Corneliu Vadim Tudor împreună cu Eugen Barbu și profesorul universitar Dr. Mircea Mușat, cu generalii Ion Alexandru Munteanu, Theodor Paraschiv și alții. Partidul și-a început efectiv activitatea pe baza deciziei Tribunalului Municipiului București nr. 14/1991 și autorizației de funcționare din 20 iunie 1991 înregistrată cu numărul 1/105.
Prima Conducere a Comitetului Director al PRM a fost formată din Corneliu Vadim Tudor – Președinte, Eugen Barbu – prim–vicepreședinte, Dr. Mircea Mușat, Col. Radu Theodoru și Gen. Teodor Paraschiv – vicepreședinți. Chiar din primele săptămâni de după înregistrarea legală, Partidul România Mare și-a constituit filiale în toate județele, într-un număr mare de municipii, orașe și comune.
La data de 31 iulie 1991, s-au înființat Organizația de Femei România Mare și Organizația de Tineret România Mare, iar pe 11 octombrie 1991, a avut loc prima Conferință Națională a Partidului România Mare, la care s-au cristalizat obiectivele pragmatice politico–economice și sociale ale partidului, precum și structurile sale organizatorice.
Președintele PRM, Corneliu Vadim Tudor, și senatorul Gheorghe Buzatu (2000–2004), au fost distinși în anul 2004, de către fostul președinte Ion Iliescu, cu ordinul Steaua României, pentru meritele culturale. Ca urmare, Elie Wiesel a returnat președintelui Ion Iliescu distincția similară primită anterior, motivând că nu poate face parte dintr-un grup în care se mai găsește și Corneliu Vadim Tudor.
În perioada în care partidul avea titulatura PPRM, președinte a fost Corneliu Ciontu.	
PRM a obținut la alegerile generale din 2004, 11.5% din totalul voturilor exprimate. Candidatul PRM s-a clasat al treilea, cu 10,5% din totalul voturilor. La alegerile parlamentare din 2008, PRM nu a reușit să obțină niciun mandat de parlamentar. La alegerile europarlamentare din 2009, PRM a revenit pe scena politică, cu un procent de 8,65%.

## Politica europeană
Odată cu aderarea României la Uniunea Europeană, cei cinci euro-observatori ai PRM au devenit europarlamentari. Prin asocierea PRM cu o serie de partide extremiste sau radicale din Europa, s-a constituit grupul europarlamentar Identitate, Tradiție, Suveranitate considerat de către presa europeană și de către analiștii politici drept o grupare de extrema dreaptă. Din același grup parlamentar au mai făcut parte europarlamentarii Frontului Național din Franța (partid de extrema dreaptă cu o politică îndreptată împotriva imigrărilor), Alessandra Mussolini (politician fascist, nepoată a lui Benito Mussolini) și o serie de alte partide din Belgia și Bulgaria. Grupul s-a dizolvat în noiembrie 2007, în urma retragerii PRM din acesta. După alegerile europarlamentare parțiale din România ce s-au ținut chiar în acea perioadă, PRM nu a mai obținut niciun mandat de parlamentar european, și astfel grupul nu a mai avut ocazia să se reînființeze. La alegerile europarlamentare din 2009, PRM a obținut 8,65% din voturi, câștigând astfel trei mandate de europarlamentar, distribuite lui Corneliu Vadim Tudor, George Becali, și Dan Claudiu Tănăsescu.

## Conducerea
- Corneliu Vadim Tudor (președinte al partidului) (1991-2015)
- Emil Străinu (președinte al partidului) (2015-2016)
- Florin Zamfirescu (purtător de cuvânt al partidului) (2016-prezent)
- Victor Iovici[1][2] (președinte al partidului) (2017-prezent)

## Rezultate electorale
Număr de parlamentari în Parlamentul României:
| Anul               | 2020 | 2016 | 2012 | 2008 | 2004 | 2000 | 1996 | 1992 |
| ------------------ | ---- | ---- | ---- | ---- | ---- | ---- | ---- | ---- |
| Număr parlamentari | 0    | 0    | 0    | 0    | 69   | 121  | 27   | 22   |

La alegerile europarlamentare din 2009, PRM a obținut 8,65% din voturi, câștigând astfel trei mandate de europarlamentar, distribuite lui Corneliu Vadim Tudor, George Becali, și Dan Claudiu Tănăsescu.

## Organizația de Tineret
Organizația de Tineret România Mare este constituită ca organizație politică de tineret, structură internă a Partidului România Mare, în conformitate cu prevederile legale. Organizația de Tineret România Mare își propune să dezvolte o politică de tineret pragmatică, dinamică și constructivă bazată pe promovarea valorilor românești, educarea patriotică a tinerei generații și cultivarea spiritului naționalist, să contribuie la formarea politică a tinerilor și la încurajarea participării acestora la viața publică și la exercitarea drepturilor lor electorale.

## Condamnări penale
În perioada 1989-ianuarie 2016 au fost condamnați doi politicieni de rang înalt (parlamentari sau membri ai guvernului): Corneliu Vadim Tudor pentru jignirile aduse lui Victor Pițurcă și deputatei Ana Birchall și Dănuț Saulea, deputat, cu suspendare